# 会州 (四川省)
会州（會州、かいしゅう）は、中国にかつて存在した州。隋代から唐初にかけて、現在の四川省アバ・チベット族チャン族自治州一帯に設置された。

## 魏晋南北朝時代
522年（普通3年）、南朝梁により設置された縄州を前身とする。564年（保定4年）、北周により縄州は汶州と改称された。

## 隋代
隋初には、汶州は2郡3県を管轄した。584年（開皇4年）、覃州が廃止され、汶州に統合された。585年（開皇5年）、汶州は蜀州と改称された。586年（開皇6年）、蜀州は会州と改称された。606年（大業2年）、翼州が廃止され、会州に統合された。607年（大業3年）、扶州の交川県および江潭県が会州に移管された。同年に州が廃止されて郡が置かれると、会州は汶山郡と改称され、下部に11県を管轄した。隋代の行政区分に関しては下表を参照。
| 隋代の行政区画変遷 | 隋代の行政区画変遷 | 隋代の行政区画変遷 | 隋代の行政区画変遷 | 隋代の行政区画変遷 | 隋代の行政区画変遷 | 隋代の行政区画変遷 | 隋代の行政区画変遷 | 隋代の行政区画変遷 | 隋代の行政区画変遷 | 隋代の行政区画変遷 | 隋代の行政区画変遷                                                           |
| 区分               | 開皇元年           | 開皇元年           | 開皇元年           | 開皇元年           | 開皇元年           | 開皇元年           | 開皇元年           | 開皇元年           | 開皇元年           | 区分               | 大業3年                                                                      |
| ------------------ | ------------------ | ------------------ | ------------------ | ------------------ | ------------------ | ------------------ | ------------------ | ------------------ | ------------------ | ------------------ | ---------------------------------------------------------------------------- |
| 州                 | 会州               | 会州               | 翼州               | 翼州               | 覃州               | 覃州               | 覃州               | 覃州               | 扶州               | 郡                 | 汶山郡                                                                       |
| 郡                 | 北部郡             | 汶山郡             | 翼針郡             | 清江郡             | 覃川郡             | 栄郷郡             | 広年郡             | 左封郡             | 竜涸郡             | 県                 | 汶山県 北川県 汶川県 翼針県 翼水県 通軌県 左封県 平康県 交川県 江潭県 通化県 |
| 県                 | 広陽県 北川県      | 汶川県             | 翼針県             | 竜求県             | 通軌県             | 通軌県             | 広年県 平康県      | -                  | 交川県 江潭県      | 県                 | 汶山県 北川県 汶川県 翼針県 翼水県 通軌県 左封県 平康県 交川県 江潭県 通化県 |

## 唐代
618年（武徳元年）、唐により汶山郡は会州と改められた。会州は汶山・北川・汶川・通化・翼針・翼水・左封・交川の8県を管轄した。この年のうちに翼針・翼水・左封の3県を分離して翼州が置かれ、交川県が松州に転属した。621年（武徳4年）、会州は南会州と改称された。634年（貞観8年）、南会州は茂州と改称された。